# Інститут лісництва (Сан-Паулу)
Інститут лісництва (порт. Instituto Florestal — науково-дослідницький інститут у місті Сан-Паулу, підпорядкований Секретаріату навколишнього середовища штату сан-Паулу, що займається дослідженнями і інформаційною роботою з питань лісництва і збереження навколишнього середовища. Головними напрямками роботи інституту є збереження, відновлення і дослідження. Інститут був створений в 1896 році під назвою «Ботанічний сад Сан-Паулу» з метою збереження рідних до цього району видів рослин. Також інститут займається дослідженнями, направленими на збереження диких видів, відновлення лісів та раціональних методів лісового господарства, програмами захисту навколишнього середовища. Інститут керує багатьома парками та заповідниками.